# Arnim Töpel

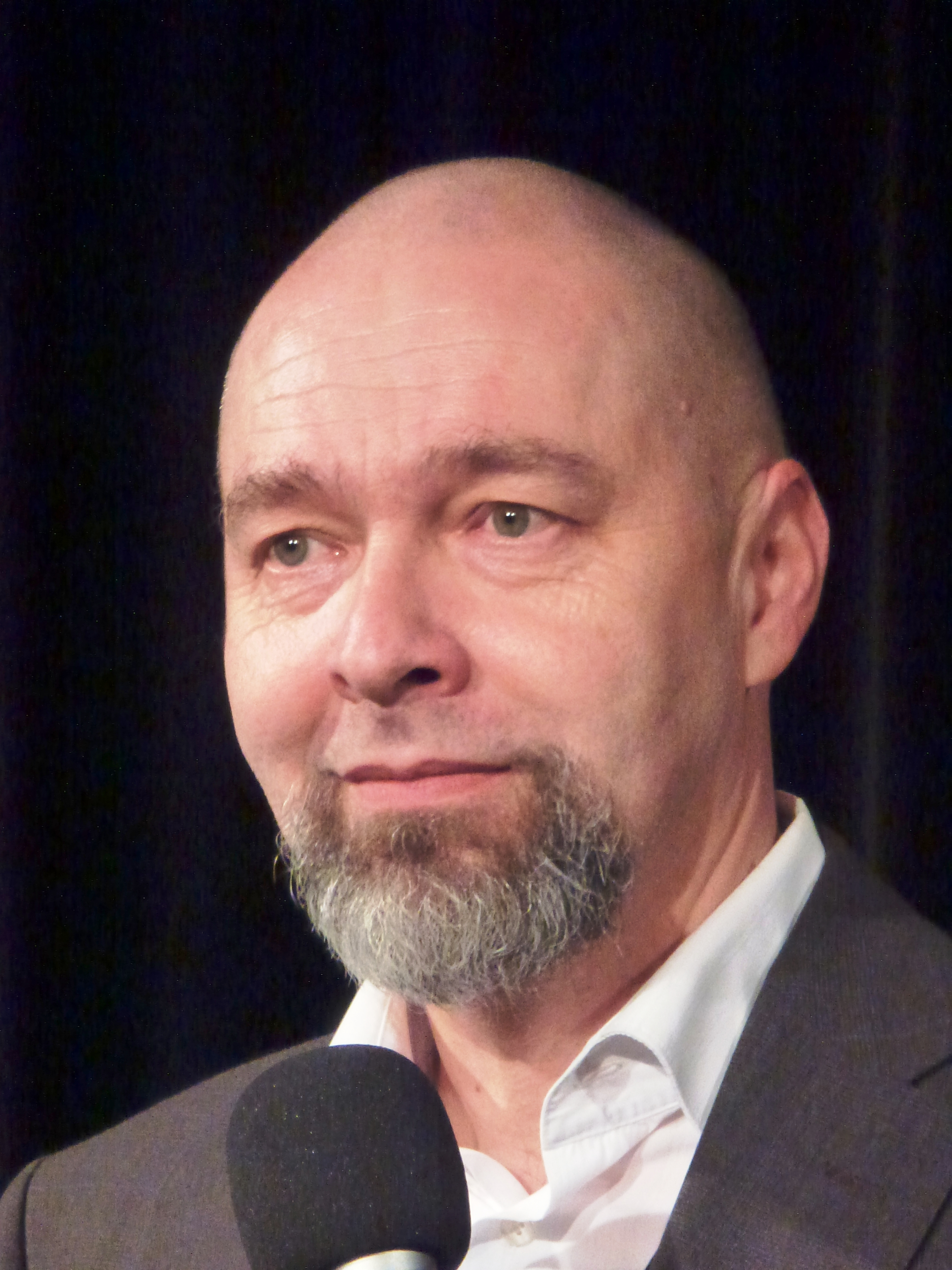
Arnim Töpel in Ludwigsburg 2014

Arnim Töpel (* 23. August 1959 in Heidelberg) ist ein deutscher Kabarettist und Musiker.

## Leben und Werk

Arnim Töpel

Der gelernte Jurist, ehemalige Fernsehmoderator (Saarländischer Rundfunk/Südwestfunk) und Radio-Talker (Südwestfunk/Südwestrundfunk) wurde für „musikalische Klasse und sprachliche Eleganz“ mehrfach ausgezeichnet, u. a. mit dem Deutschen Kleinkunstpreis 2000 (Förderpreis).
Aufgewachsen ist Arnim Töpel in Walldorf. Neben dem Jura-Studium ging Töpel zunächst mit dem selbst gegründeten Kinder- und Jugendtheater Primel auf die Bühne, später dann solo unter dem Namen „Töpel ohne“. Unter diesem Namen erschienen auch zwei Vinyl-Singles, unter anderem mit dem Kurpfalz-Hit Hallole, isch bins, de Günda!.
Mit seinen Kabarett-Programmen „Sex ist keine Lösung“, „rechtzeitig gehen“, „Newa de Kapp“, „Mach doch de Babbe net struwwelisch!“ und „De Schorle-Peda“ ist er auf Tournee im gesamten deutschsprachigen Raum und hat sich einen Ruf als „Blues-Denker“ und „Philosoph unter den Kabarettisten“ erspielt. Im März 2009 erschien die CD Arnim Töpels Kurpfälzer Klub: Fa umme – Mundart Grooves mit Liedern aus seinen beiden Mundartprogrammen. Die CD wurde in der Rubrik Lieder und Songs für den Preis der deutschen Schallplattenkritik nominiert. Am 13. Januar 2010 stellte Töpel im Mannheimer Dalbergsaal sein Soloprogramm „Masterbabbler“ vor. Am 15. Dezember 2011 trat er auf der Blatter-Bühne des 20. Arosa Humor-Festivals auf. Seit 2011 moderiert er das Lahnsteiner Bluesfestival, seit 2013 veröffentlicht er einmal jährlich einen im kurpfälzischen Dialekt geschriebenen Krimi.
Zu seinen Vorbildern zählt er Konstantin Wecker und Hanns Dieter Hüsch.

## Veröffentlichungen

### Audio CDs und Vinyl-Singles
- Ouappa Uappa von den Töpelkings, zusammen mit Erwin Ditzner und Michael Herzer (2013)
- Peter und der Wolf – Peter und Don Quiote, zusammen mit dem Kurpfälzischen Kammerorchester (2010)
- Fa umme – Mundart Grooves, zusammen mit Erwin Ditzner und Michael Herzer (2009)
- Mach doch de Babbe net struwwelisch (2008)
- Ai laaf juh, Hallole, isch bins, de Günda, zusammen mit Erwin Ditzner und Michael Herzer (Single – 2008)
- Nordsee-Blues: Piano, Möwen, Wind und Meer (Audio CD instrumental – 2007)
- Newa de Kapp: Arnim Töpel – Mundart 1 (2006)
- Rechtzeitig gehen: Sachfremde Erwägungen (2004)
- Ausgelacht (2 Audio-CDs – 2002)
- Blues nach Vorschrift, zusammen mit Manfred Häder, Udo Kistner und Dieter Steinmann (2002)
- Piano (Audio-CD instrumental – 2001)
- Sex ist keine Lösung (2000)
- Kleine Ärsche (Single – 1994)
- Hallole, isch bins, de Günda! (Vinyl-Single – 1990)
- Die Live-Single – Kaffee ohne Zucker (Vinyl-Single – 1986)

### Werke
- Acht Plus „Gespräche im Radio“ (Broschiert, Buch)
- Nur für Kurpfälzer! (Broschiert – 1999)
- De Schorle-Peda, Kurpfälzer Mundart-Krimi, Talking Blues 2013 (auch als mp3-Hörbuch 2015)
- Muffzekopp, Kurpfälzer Mundart-Krimi, Talking Blues 2014 (auch als mp3-Hörbuch 2015)
- Die Luddarisch Brick, Kurpfälzer Mundart-Krimi, Talking Blues 2015
- Fagrumbelung, Kurpfälzer Mundart-Krimi, Talking Blues 2016
- Isch, de Krutze, Kurpfälzer Kinderbuch, Edition Talking Blues 2016[3]
- Günter Haritz: Aus dem Leben eines Radsportbesessenen, Biografie, Talking Blues 2017
- Männas!, Kurpfälzer Mundart-Krimi, Talking Blues 2017

## Auszeichnungen
- 1998: Tollwood-Künstlerpreis
- 1999: Robert-Geisendörfer-Preis
- 2000: Deutscher Kleinkunstpreis (Förderpreis der Stadt Mainz)
- 2009: Nominiert für den Preis der deutschen Schallplattenkritik (in der Rubrik Lieder und Songs für seine CD »Fa umme - Mundart Grooves« Quartal 3/2009)
- 2014: Hermann-Sinsheimer-Plakette